# Kenny Miller
Kenneth "Kenny" Miller (Edinburgh, 1979. december 24. –) skót labdarúgó, edző.

## Pályafutása

### Hibernian
Miller profi karrierje a Hiberniannál kezdődött. 1996 óta tagja volt a felnőtt keretnek, de csak az 1997/98-as szezon végén mutatkozhatott be. A következő évadban kölcsönben a Stenhousemuir játékosa lett, ahol 11 bajnoki illetve kupameccsen 10 gólt szerzett. Miután visszatért a Hibshez, nagyon népszerű lett a szurkolók körében. Az 1999/00-es szezonban gólkirály lett és az év legjobb fiatal skót játékosának is megválasztották.

### Rangers
2000-ben Millert leigazolta a Rangers, ahol első három hónapjában szinte állandóan kezdő volt Tore André Flo mellett, de utána egyre kevesebb lehetőséghez jutott és mindössze nyolc bajnoki gólig jutott. 2001 szeptemberében a Rangers kölcsönadta őt a Wolverhamptonnak. Első két meccsén két gólt szerzett, de a harmadikon eltört a kulcscsontja. Hosszadalmas tárgyalások után a Wanderers és a 'Gers megegyezett egymással Miller leigazolását illetően.

### Wolverhampton Wanderers
A 2002/03-as szezonban vált stabil kezdővé Miller a Farkasoknál. Első 19 meccsén mindössze 6 alkalommal sikerült betalálnia, de utána minden megváltozott, utolsó 24 meccsén 18 gólt szerzett. Beállított egy korábbi rekordot is, sorozatban 6 meccsen szerzett gólt. Miller góljainak is köszönhetően a Wolverhampton feljutott a Premier League-be.
A következő szezon elejét a csatár kihagyta sérülés miatt, csak októberben játszhatott először az élvonalban. A Wolves ekkoriban 4-5-1-es felállásban játszott, ami miatt Miller jobbszélső lett. Ennek nem örült, hiszen így kevés helyzet adódott előtte. Ebben a szezonban mindössze öt gólig jutott, ebből harmat az FA Kupában, kettőt pedig a bajnokságban szerzett, igaz, utóbbiakat a Manchester United és a Liverpool ellen.
2004-ben Miller kérte átadólistára helyezését, mivel kevesellte a lehetőségeit. A 2004/05-ös szezont azonban remek formában kezdte, első 10 meccsén 7-szer talált be. Akkoriban Carl Cort volt a csatártársa, akivel remekül megértették egymást.
Miller remek formája sokaknak feltűnt, a Premier League-be frissen feljutott Sunderland is szívesen leigazolta volna, de a Wolverhampton nem engedett.

### Celtic
A 2005/06-os szezon végén Miller szerződése lejárt a Farkasoknál, így a Celtic ingyen szerezhette meg. Ezzel ő lett a harmadik olyan játékos a második világháború óta, aki a Rangersben és a Celticben is megfordult. Sokan dicsérték teljesítményét, de első kilenc meccsén nem sikerült gólt szereznie. Első találatát éppen a Rangers ellen szerezte.
Miller belekóstolhatott a Bajnokok Ligájába is. Az FC København és a Benfica ellen gólokat is szerzett. A bajnokságban mindössze 4 találatig jutott a szezon végéig. A 2007/08-as pontvadászatban már az első meccsén betalált a Falkirk ellen, majd duplázott az Aberdeen ellen.

### Derby County
2007 augusztusában Miller 3,25 millió font ellenében a Derby County játékosa lett. Első két hazai meccsén betalált, az egyik gólja a Newcastle United legyőzéséhez segítette a Kosokat. Utána viszont szenvedett a Premiershipben és 19 meccs alatt mindössze 1 gólt lőtt. A gárda pedig negatív Premier League rekordot döntve kiesett az élvonalból. 38 meccséből csak 1-et nyertek meg a kosok.

## Válogatott
2001-es bemutatkozása óta Miller szinte állandó tagja a skót válogatottnak. 2005-ben három egymást követő meccsen gólt lőtt (Ausztria, Olaszország és Norvégia ellen).